# Élections municipales de 1896 à Québec
Les élections municipales de 1896 à Québec se sont déroulées le 17 février 1896.

## Contexte
3 sièges d'échevin dans 10 quartiers sont en jeu. Les candidatures sont déposées le 10 février 1896. Un seul candidat se déclare dans 21 des 30 postes.

## Résultats

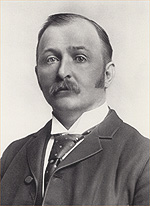
Simon-Napoléon Parent est réélu comme maire par les conseillers.

### Mairie
Le 2 mars 1896, les échevins élus se réunissent et renouvellent le mandat de Simon-Napoléon Parent comme maire de Québec.

### Districts électoraux

#### Saint-Louis
- Dans ce quartier, 234 électeurs se sont prévalus de leur droit de vote.
- 2 élus sans opposition, 1 au suffrage.

| Candidat        | Profession | Voix           | Pourcentage |
| --------------- | ---------- | -------------- | ----------- |
| Barnard Leonard | Peintre    | Élu ipso facto | - %         |
| Total           | Total      | -              | 100 %       |

| Candidat       | Profession | Voix           | Pourcentage |
| -------------- | ---------- | -------------- | ----------- |
| Archibald Cook | Avocat     | Élu ipso facto | - %         |
| Total          | Total      | -              | 100 %       |

| Candidat            | Profession | Voix | Pourcentage |
| ------------------- | ---------- | ---- | ----------- |
| Joseph Isaac Lavery | Avocat     | 128  | 54,7 %      |
| Cyrille Duquet      | Bijoutier  | 106  | 45,2 %      |
| Total               | Total      | 234  | 100 %       |

#### Palais
- Dans ce quartier, 268 électeurs se sont prévalus de leur droit de vote.
- 2 élus sans opposition, 1 au suffrage.

| Candidat        | Profession | Voix           | Pourcentage |
| --------------- | ---------- | -------------- | ----------- |
| Georges Tanguay | Avocat     | Élu ipso facto | - %         |
| Total           | Total      | -              | 100 %       |

| Candidat      | Profession | Voix           | Pourcentage |
| ------------- | ---------- | -------------- | ----------- |
| Jules Tessier | Avocat     | Élu ipso facto | - %         |
| Total         | Total      | -              | 100 %       |

| Candidat             | Profession | Voix | Pourcentage |
| -------------------- | ---------- | ---- | ----------- |
| Thomas Norris        | Marchand   | 151  | 56,3 %      |
| Roch Pascal Boisseau | Rentier    | 117  | 43,6 %      |
| Total                | Total      | 268  | 100 %       |

#### Saint-Pierre
- Dans ce quartier, 162 électeurs se sont prévalus de leur droit de vote.
- 2 élus sans opposition, 1 au suffrage.

| Candidat      | Profession | Voix | Pourcentage |
| ------------- | ---------- | ---- | ----------- |
| George Madden | Marchand   | 140  | 86,4 %      |
| Alfred Boivin | Cordonnier | 22   | 13,5 %      |
| Total         | Total      | 162  | 100 %       |

| Candidat                 | Profession   | Voix           | Pourcentage |
| ------------------------ | ------------ | -------------- | ----------- |
| Louis-Alexandre Boisvert | Restaurateur | Élu ipso facto | - %         |
| Total                    | Total        | -              | 100 %       |

| Candidat          | Profession | Voix           | Pourcentage |
| ----------------- | ---------- | -------------- | ----------- |
| Misaël Thibaudeau | Marchand   | Élu ipso facto | - %         |
| Total             | Total      | -              | 100 %       |

#### Champlain
- 3 élus sans opposition.

| Candidat      | Profession | Voix           | Pourcentage |
| ------------- | ---------- | -------------- | ----------- |
| John Sharples | Marchand   | Élu ipso facto | - %         |
| Total         | Total      | -              | 100 %       |

| Candidat       | Profession | Voix           | Pourcentage |
| -------------- | ---------- | -------------- | ----------- |
| Daniel Griffin | Arrimeur   | Élu ipso facto | - %         |
| Total          | Total      | -              | 100 %       |

| Candidat        | Profession | Voix           | Pourcentage |
| --------------- | ---------- | -------------- | ----------- |
| Edward Reynolds | Conducteur | Élu ipso facto | - %         |
| Total           | Total      | -              | 100 %       |

#### Saint-Jean
- 3 élus sans opposition.

| Candidat         | Profession | Voix           | Pourcentage |
| ---------------- | ---------- | -------------- | ----------- |
| Samuel Bussières | Marchand   | Élu ipso facto | - %         |
| Total            | Total      | -              | 100 %       |

| Candidat           | Profession | Voix           | Pourcentage |
| ------------------ | ---------- | -------------- | ----------- |
| Pierre Joseph Côté | Brasseur   | Élu ipso facto | - %         |
| Total              | Total      | -              | 100 %       |

| Candidat       | Profession | Voix           | Pourcentage |
| -------------- | ---------- | -------------- | ----------- |
| Elzéar Vincent | Libraire   | Élu ipso facto | - %         |
| Total          | Total      | -              | 100 %       |

#### Montcalm
- 3 élus sans opposition.

| Candidat          | Profession   | Voix           | Pourcentage |
| ----------------- | ------------ | -------------- | ----------- |
| Ferdinand Poitras | Entrepreneur | Élu ipso facto | - %         |
| Total             | Total        | -              | 100 %       |

| Candidat     | Profession        | Voix           | Pourcentage |
| ------------ | ----------------- | -------------- | ----------- |
| Noël Rancour | Marchand de glace | Élu ipso facto | - %         |
| Total        | Total             | -              | 100 %       |

| Candidat           | Profession | Voix           | Pourcentage |
| ------------------ | ---------- | -------------- | ----------- |
| John Gabriel Hearn | Marchand   | Élu ipso facto | - %         |
| Total              | Total      | -              | 100 %       |

#### Saint-Roch
- Dans ce quartier, 1 351 électeurs se sont prévalus de leur droit de vote.
- 2 élus au suffrage, 1 sans opposition

| Candidat                 | Profession | Voix | Pourcentage |
| ------------------------ | ---------- | ---- | ----------- |
| Joseph Ambroise Bélanger | Marbrier   | 310  | 52,3 %      |
| Charles Vézina           | Plombier   | 282  | 47,6 %      |
| Total                    | Total      | 592  | 100 %       |

| Candidat             | Profession    | Voix | Pourcentage |
| -------------------- | ------------- | ---- | ----------- |
| Joseph Honoré Gignac | Marchand      | 403  | 53 %        |
| Thomas Duchaine      | Manufacturier | 356  | 47 %        |
| Total                | Total         | 759  | 100 %       |

| Candidat                | Profession | Voix           | Pourcentage |
| ----------------------- | ---------- | -------------- | ----------- |
| Olivier-Napoléon Drouin | Épicier    | Élu ipso facto | - %         |
| Total                   | Total      | -              | 100 %       |

#### Jacques-Cartier
- Dans ce quartier, 551 électeurs se sont prévalus de leur droit de vote.
- 2 élus sans opposition, 1 au suffrage.

| Candidat         | Profession | Voix | Pourcentage |
| ---------------- | ---------- | ---- | ----------- |
| Gaspard Rochette | Tanneur    | 299  | 54,3 %      |
| Philéas Gagnon   | Tailleur   | 252  | 45,7 %      |
| Total            | Total      | 551  | 100 %       |

| Candidat          | Profession | Voix           | Pourcentage |
| ----------------- | ---------- | -------------- | ----------- |
| Napoléon Dussault | Commerçant | Élu ipso facto | - %         |
| Total             | Total      | -              | 100 %       |

| Candidat           | Profession | Voix           | Pourcentage |
| ------------------ | ---------- | -------------- | ----------- |
| Charles Elzéar Roy | Marchand   | Élu ipso facto | - %         |
| Total              | Total      | -              | 100 %       |

#### Saint-Sauveur
- Dans ce quartier, 1 836 électeurs se sont prévalus de leur droit de vote.
- 3 élus au suffrage.

| Candidat           | Profession | Voix | Pourcentage |
| ------------------ | ---------- | ---- | ----------- |
| Jean Baptiste Côté | Commerçant | 392  | 65 %        |
| Narcisse Dion      | Banquier   | 211  | 35 %        |
| Total              | Total      | 603  | 100 %       |

| Candidat               | Profession | Voix | Pourcentage |
| ---------------------- | ---------- | ---- | ----------- |
| Elzéar Pouliot         | Épicier    | 469  | 74,7 %      |
| Appollinaire Corriveau | Avocat     | 159  | 25,3 %      |
| Total                  | Total      | 628  | 100 %       |

| Candidat       | Profession | Voix | Pourcentage |
| -------------- | ---------- | ---- | ----------- |
| Elzéard Savard | Négociant  | 472  | 78 %        |
| George Perrin  | Rentier    | 133  | 22 %        |
| Total          | Total      | 605  | 100 %       |

#### Saint-Vallier
- 3 élus sans opposition.

| Candidat    | Profession | Voix           | Pourcentage |
| ----------- | ---------- | -------------- | ----------- |
| Jean Drolet | Boucher    | Élu ipso facto | - %         |
| Total       | Total      | -              | 100 %       |

| Candidat      | Profession | Voix           | Pourcentage |
| ------------- | ---------- | -------------- | ----------- |
| George Pâquet | Rentier    | Élu ipso facto | - %         |
| Total         | Total      | -              | 100 %       |

| Candidat              | Profession | Voix           | Pourcentage |
| --------------------- | ---------- | -------------- | ----------- |
| Simon-Napoléon Parent | Avocat     | Élu ipso facto | - %         |
| Total                 | Total      | -              | 100 %       |